# Przekopana
Przekopana (rus. Perekopanie) – część miasta Przemyśl.
Do 30 grudnia 1961 roku wieś i siedziba gromady Przekopana. 31 grudnia 1961 wieś wyłączona z gromady i włączona do miasta na prawach powiatu Przemyśla w tymże województwie
W Przekopanej znajduje się murowany kościół św. Jana Ewangelisty, dawna cerkiew zbudowana w latach 1887–1901. Starsza drewniana cerkiew była zbudowana w 1770 roku, a w 1902 roku rozebrana.
W 1785 roku w Przekopana było 270 grekokatolików i 10 rzymskich katolików. W 1840 – 305 grekokatolików, w 1859 – 908, w 1879 – 441, w 1899 – 470, w 1926 – 520, w 1938 – 657 grekokatolików.
Dawniej przysiółkiem Przekopanej była Przerwa, położona w głębokim zakolu Sanu. Po regulacji koryta Sanu została fizycznie odcięta od Przekopanej, co miało znaczenie m.in. podczas II wojny światowej, kiedy San wyznaczał granicę między strefami okupacyjnymi III Rzeszy i ZSRR (vide Landkreis Jaroslau i Landkreis Przemysl). Po wojnie Przerwa i Przekopana pozostawała w obrębie jednej gromady, mimo braku fizycznej styczności (mostu) przez San. Dopiero w związku z reformą administracyjną jesienią 1954 Przerwa została odłączona od Przekopanej (która została siedzibą nowej gromady Przekopana) i włączona do gromady Buszkowice, a po jej zniesieniu do gromady Żurawica. 31 grudnia 1961 Przekopaną włączono do Przemyśla, natomiast Przerwa pozostała poza jego granicami, odtąd związana ze względów hydrograficznych z Buszkowicami. Na uwagę zasługuje, że część przerwanej głównej ulicy Przerwy (a więc sprzed regulacji biegu Sanu) znajduje się nadal w granicach Przekopanej (a zarazem Przemyśla) i ma nazwę Przerwa.